# Jaques-François Viquerat
Jaques-François Viquerat, né le 14 janvier 1838 à Donneloye et mort le 16 mars 1904 à Donneloye, est une personnalité politique suisse, membre du Parti radical-démocratique,.

## Biographie
De confession protestante, originaire de Donneloye, Jaques-François Viquerat est le fils de Jean-Samuel Viquerat et de Suzanne Marie Freymond. Il épouse Emma Peytregnet. Après avoir suivi l'école à Donneloye et à Grandson, il suit une formation de notaire à Grandson. Il achète le château de Donneloye à la famille de Loys. Il est président du conseil général du Crédit foncier vaudois entre 1885 et 1886 et membre du synode de l'Église nationale. Il a le grade de colonel d'infanterie dans l'Armée suisse,.

### Carrière politique
Membre du Parti radical-démocratique, Jaques-François Viquerat est syndic de Donneloye entre 1867 et 1870. Il est en parallèle député au Grand Conseil vaudois de 1866 à 1873, puis de 1875 à 1878. Il est élu au Conseil d'État vaudois le 11 juin 1878 ; il y est responsable du département militaire jusqu'en 1883, puis de celui de l'agriculture jusqu'au 5 février 1900. Il est en outre Conseiller national entre le 18 juin 1883 et le 6 décembre 1896. Durant sa carrière politique, il défend les intérêts de l'agriculture, de l'élevage et de la viticulture,,.